# Lovers in Japan
«Lovers in Japan» (с англ. — «Влюблённые в Японии») ― песня британской рок-группы Coldplay. Она была написана всеми участниками группы для их четвертого студийного альбома Viva la Vida or Death and All His Friends. Сингл был выпущен в качестве рекламного радио-сингла 3 ноября 2008 года и достиг 10-го места в чарте Billboard Bubbling Under Hot 100 Singles. Песня также заняла 19-е место в чарте Billboard Adult Top 40. Песня была хорошо воспринята музыкальными критиками, которые высоко оценили общее звучание трека.

## Клип
Музыкальное видео на сингл, снятое режиссером Мэтом Уайткроссом в Лондоне, было выпущено 31 октября 2008 года в iTunes Store. Оно было доступно бесплатно в течение недели в американских и канадских магазинах iTunes. В видео используется версия песни «Osaka Sun Mix».

## Чарты
| Чарт(2008—2009)                         | Высшая позиция |
| --------------------------------------- | -------------- |
| Бельгия/Валлония (Ultratop 50)          | 40             |
| Канада (Billboard Canadian Hot 100)     | 77             |
| СНГ (TopHit)                            | 221            |
| Iceland (RÚV)                           | 5              |
| Япония (Billboard Japan Hot 100)        | 41             |
| Mexico Ingles Airplay                   | 2              |
| Нидерланды (Dutch Top 40)               | 12             |
| США (Billboard Bubbling Under Hot 100)  | 10             |
| США (Billboard Adult Alternative Songs) | 3              |
| США (Billboard Adult Pop Airplay)       | 19             |
| US Pop 100 (Billboard)                  | 65             |

| Чарт (2009)                | Позиция |
| -------------------------- | ------- |
| Netherlands (Dutch Top 40) | 56      |